# غراندي بوينت ديس بلانيريوسيس
غراندي بوينت ديس بلانيريوسيس (بالإنجليزية: Grande Pointe des Planereuses)‏ هو أحد جبال سلسلة كتلة مونت بلاك وجزء من القمة الأم يقع في كانتون فاليز، سويسرا. يبلغ ارتفاع الجبل حوالي 3151 متر، بينما يبلغ ارتفاع نتوء الجبل 121 متر.